# Arthur Reinhardt
Arthur Reinhardt (* 17. April 1893 in Kiel; † 16. Dezember 1973 in Berlin) war ein deutscher Schauspieler.

## Leben
Reinhardt hat eine halbjährige Sprech- und Schauspielausbildung am Theater seiner Heimatstadt Kiel absolviert und nach seinem Kriegsdienst 1914–18 im Jahre 1919 seinen Einstand als Schauspieler gegeben. Auf der Bühne wie im Film, für den er vor allem während des 3. Reichs gearbeitet hatte, gab Reinhardt mehr oder weniger unauffällige Chargen, oftmals nur von sekundenkurzer Dauer.
Mehrfach sah man den eher unscheinbaren Künstler in diversen nationalsozialistischen Propagandafilmen (vor allem Jud Süß, Feinde, Ohm Krüger, Carl Peters, Anschlag auf Baku, GPU). Trotz einer intensiven Beschäftigung in jenen Jahren lebte Arthur Reinhardt in äußerst bescheidenen Umständen und führte bis zu seinem Tode ein klassisches Kleindarstellerleben von der Hand in den Mund.

## Filmografie
- 1926: Metropolis
- 1929: Drei Tage auf Leben und Tod
- 1931: Der Mann, der den Mord beging
- 1932: Marschall Vorwärts
- 1933: Ganovenehre
- 1933: Das Meer ruft
- 1933: Salon Dora Green
- 1933: Der Stern von Valencia
- 1933: Der Liebesphotograph
- 1933: Polizeiakte 909 (Taifun)
- 1934: Ein Mädchen mit Prokura
- 1934: Die vier Musketiere
- 1934: Heinz im Mond
- 1934: Die Reiter von Deutsch-Ostafrika
- 1934: Der letzte Walzer
- 1934: Der Herr der Welt
- 1935: Hundert Tage
- 1935: Das Mädchen Johanna
- 1935: Nacht der Verwandlung
- 1935: Varieté
- 1935: Der Ammenkönig
- 1935: Ein idealer Gatte
- 1936: Weiße Sklaven
- 1936: Befehl ist Befehl
- 1936: Nachtwache im Paradies
- 1936: Die unmögliche Frau
- 1936: Fridericus
- 1937: Menschen ohne Vaterland
- 1937: Die göttliche Jette
- 1937: Alarm in Peking
- 1937: Das indische Grabmal
- 1938: Schüsse in Kabine 7
- 1938: Heiratsschwindler
- 1938: Kameraden auf See
- 1938: Ich liebe Dich
- 1938: Sergeant Berry
- 1939: Wasser für Canitoga
- 1939: Der Gouverneur
- 1939: Wenn Männer verreisen
- 1939: Zwölf Minuten nach Zwölf
- 1939: Zwielicht
- 1940: Ein Mann auf Abwegen
- 1940: Jud Süß
- 1940: Feinde
- 1940: Carl Peters
- 1940: Ohm Krüger
- 1940: Wie konntest Du, Veronika!
- 1941: Anschlag auf Baku
- 1941: Der Weg ins Freie
- 1941: Sein Sohn
- 1941: Zwischen Himmel und Erde
- 1942: Fronttheater
- 1942: GPU
- 1942: Dr. Crippen an Bord
- 1943: Liebe, Leidenschaft und Leid
- 1944: Ein fröhliches Haus
- 1949: Martina
- 1949: Quartett zu fünft
- 1951: Durch dick und dünn
- 1955: Herr über Leben und Tod